# 8188 Okegaya
8188 Okegaya eller 1992 YE3 är en asteroid i huvudbältet som upptäcktes den 18 december 1992 av de båda japanska astronomerna Toshimasa Furuta och Yoshikane Mizuno vid Kani-observatoriet. Den är uppkallad efter Okegaya Marsh i Shizuoka prefektur.
Asteroiden har en diameter på ungefär 20 kilometer.